# Climat de la Somme
Le climat picard est tempéré soumis aux flux d'ouest de la façade maritime. Les précipitations moyennes annuelles sont comprises entre 600 et 800 mm. La façade maritime, plus exposée, reçoit entre 800 et 1 200 mm par an, mais enregistre des températures les plus clémentes l'hiver (moyenne en janvier d'environ 5 °C) et environ 40 jours de gel contre 70 dans la partie plus continentale. Les températures estivales présentent une moyenne en juillet de 18,4 °C environ et les temps pluvieux et frais alternent avec des météorologies chaudes et sèches.

## Climat à Abbeville
Une station existe depuis le 1er mai 1922. Elle est déplacée deux fois ; depuis le 1er juin 1963, elle est située près de l'aérodrome, à une altitude de 69 mètres (50,1361, 1,83389).
Abbeville est sous l'influence d'un climat océanique du fait de sa proximité avec la Manche. Les hivers, comme les étés, sont tempérés et pluvieux ; les jours de neige ne sont pas si rares (18 jours de neige par an en moyenne). Il y a 26 jours d'orage par an, avec un maximum aux mois de juillet et d'août ; les pluies sont fréquentes et réparties régulièrement dans l'année, avec une quantité de précipitations de 781,3 mm sur 128 jours. L'ensoleillement est moyen (1 678 heures par an), du fait de sa position au nord de la France et de l'influence océanique, qui permet aussi d’empêcher les températures d’être trop élevées, avec trois jours de fortes chaleurs (température supérieure ou égale à 30 °C), ou d'être trop froides, avec six jours de fortes gelées (température inférieure ou égale à −5 °C). Le record absolu de chaleur est de 41,3 °C, le 25 juillet 2019,, (lors d'une canicule, déjà marquée par un record de température minimale la plus élevée pour Abbeville : 21,9 °C le 24 juillet) ; le record de froid est de −17,4 °C, le 17 janvier 1985 (lors d'une vague de froid). Par ailleurs, un record absolu national de pression atmosphérique a été établi le 20 janvier 2020, avec 1 049,7 hPa.

## Climat à Amiens
Amiens possède un climat océanique typique du Nord de la France, avec des hivers relativement doux, des étés frais, et des précipitations bien réparties toute l'année. La ville, comme toute autre ville assez grande, possède un îlot de chaleur urbain (dit ICU) conséquent favorisant des températures minimales plus élevées.
Il y a à ce jour trois postes météorologiques et climatologiques, effectuant des relevés quotidiennement, dans la ville et sa périphérie : 
- La station d'Amiens-Glisy, située à l'aérodrome, altitude 60m,
- La station d'Amiens-Dury (ou Dury-Lès-Amiens), altitude 80m,
- La station d'Amiens-Citadelle, altitude 43m. Cette dernière, plus récente (installation en juin 2021), met en valeur l'îlot de chaleur urbain de la ville d'Amiens, de par sa proximité avec l'hyper-centre.
| Mois                              | jan. | fév. | mars | avril | mai  | juin | jui. | août | sep. | oct. | nov. | déc. | année |
| --------------------------------- | ---- | ---- | ---- | ----- | ---- | ---- | ---- | ---- | ---- | ---- | ---- | ---- | ----- |
| Température minimale moyenne (°C) | 1,6  | 1,7  | 3,6  | 3,6   | 8,4  | 10,9 | 13,1 | 13   | 10,4 | 7,7  | 4,1  | 1,6  | 5,5   |
| Température moyenne (°C)          | 4,2  | 4,8  | 7,5  | 9,6   | 13,5 | 16   | 18,4 | 18,5 | 15,3 | 11,6 | 7,2  | 4    | 10,9  |
| Température maximale moyenne (°C) | 6,7  | 7,9  | 11,5 | 14,5  | 18,6 | 21,2 | 23,7 | 24   | 20,2 | 15,5 | 10,1 | 6,5  | 15,1  |
| Précipitations (mm)               | 47,1 | 47,1 | 46,9 | 44,3  | 48,4 | 55,2 | 61   | 55,6 | 44,5 | 59,2 | 58,2 | 63,7 | 631,2 |

| Mois                              | jan. | fév. | mars | avril | mai  | juin | jui. | août | sep. | oct. | nov. | déc. | année |
| --------------------------------- | ---- | ---- | ---- | ----- | ---- | ---- | ---- | ---- | ---- | ---- | ---- | ---- | ----- |
| Température minimale moyenne (°C) | 1,3  | 1,1  | 3,2  | 4,7   | 8,2  | 10,8 | 12,8 | 12,8 | 10,3 | 7,7  | 3,9  | 2    | 6,6   |
| Température moyenne (°C)          | 3,9  | 4,1  | 7,1  | 9,4   | 13,1 | 15,7 | 18,1 | 18,2 | 15,1 | 11,5 | 6,9  | 4,4  | 10,7  |
| Température maximale moyenne (°C) | 6,4  | 7,2  | 11   | 14,1  | 18   | 20,7 | 23,5 | 23,5 | 20   | 15,2 | 9,8  | 6,7  | 14,7  |
| Précipitations (mm)               | 56,7 | 46,7 | 48,7 | 48,8  | 57,2 | 60,5 | 59,4 | 57   | 54,3 | 69,5 | 60   | 73,1 | 691,9 |

Note : Les moyennes de la station de Dury sont tirées de données approximatives et souvent incomplètes. De plus, avec l'urbanisation affectant les lieux de la station, les températures minimales sont à ce jour plus élevées que celles de la station de Glisy, qui est bien plus en périphérie (7 km du centre-ville contre 2 km pour celle située entre Amiens et la commune de Dury).
| Mois                                  | jan.             | fév.             | mars            | avril           | mai             | juin           | jui.            | août            | sep.            | oct.            | nov.            | déc.             | année            |
| ------------------------------------- | ---------------- | ---------------- | --------------- | --------------- | --------------- | -------------- | --------------- | --------------- | --------------- | --------------- | --------------- | ---------------- | ---------------- |
| Record de froid (°C) date du record   | −14,6 10/01/2009 | −12,7 07/02/1991 | −10 04/03/2005  | −3,9 08/04/2003 | −1,2 07/05/1997 | 0,1 05/06/1991 | 4,5 04/07/1990  | 5,2 08/08/1990  | 1,1 27/09/1990  | −5,4 30/10/1997 | −9,5 24/11/1998 | −13,5 29/12/1996 | −14,6 10/01/2009 |
| Record de chaleur (°C) date du record | 15,8 09/01/2015  | 19,4 24/02/1990  | 22,7 16/03/2005 | 26,7 19/04/2018 | 31,5 27/05/2005 | 36 27/06/2011  | 41,7 25/07/2019 | 38,1 10/08/2003 | 32,2 05/09/2013 | 27,8 02/10/2011 | 20,7 07/11/2015 | 17,1 07/12/2000  | 41,7 25/07/2019  |

| Mois                                  | jan.           | fév.             | mars             | avril           | mai           | juin            | jui.            | août            | sep.           | oct.            | nov.            | déc.             | année           |
| ------------------------------------- | -------------- | ---------------- | ---------------- | --------------- | ------------- | --------------- | --------------- | --------------- | -------------- | --------------- | --------------- | ---------------- | --------------- |
| Record de froid (°C) date du record   | −18 17/01/1985 | −13,2 18/02/1969 | −11,2 08/03/1971 | −5 12/04/1978   | −1 05/05/1996 | 0,9 01/06/1975  | 1,6 16/07/1971  | 3,5 28/08/1979  | 0,5 19/09/1977 | −5,5 28/10/2003 | −9 24/11/1998   | −13,5 29/12/1996 | −18 17/01/1985  |
| Record de chaleur (°C) date du record | 15 19/01/2007  | 19,2 27/02/2019  | 23 16/03/2005    | 26,5 28/04/2007 | 31 27/05/2005 | 34,2 27/06/1976 | 41,8 25/07/2019 | 38,5 12/08/2003 | 32 29/09/2003  | 27 01/10/1985   | 19,1 08/11/1982 | 16 07/12/2000    | 41,8 25/07/2019 |

## Climat à Albert-Méaulte
Une station météorologique existe depuis le 1er mai 1987 à l'aéroport Albert-Picardie (coordonnées géographiques : 49,97194, 2,70389), à 107 m d'altitude.
Le climat est tempéré océanique. Albert est située à une centaine de kilomètres de la Manche.